# فارمینگتون (حوزه سرشماری)، مین
فارمینگتون (به انگلیسی: Farmington) یک منطقهٔ مسکونی در ایالات متحده آمریکا است که در شهرستان فرانکلین، مین واقع شده‌است. فارمینگتون ۱۰٫۴۸ کیلومتر مربع مساحت و ۴٬۲۸۸ نفر جمعیت دارد و ۱۲۶ متر بالاتر از سطح دریا واقع شده‌است.